# Sanctions contre la Corée du Nord
Les sanctions contre la Corée du Nord ont été mises en place essentiellement après 2005, à la suite du programme de la Corée du Nord pour obtenir l'arme atomique.
Plusieurs instances ont mis en place des sanctions contre la Corée du Nord. Le Conseil de sécurité des Nations unies a mis en place plusieurs résolutions pour sanctionner la Corée du Nord. L'Union européenne a également pris des sanctions, ainsi que les États-Unis, la Corée du Sud, le Japon, l'Australie, etc.

## Histoire

### Période précédent les essais nucléaires
Des sanctions économiques ont été prises dès 1950 par les États-Unis contre la république populaire démocratique de Corée. Ces sanctions ont été allégées par le président américain Bill Clinton en 2000 pour améliorer les relations entre les deux pays, favoriser la mise en œuvre de l'accord-cadre de 1994 sur le nucléaire nord-coréen, et encourager le moratoire sur les tests de missiles à longue portée décrété unilatéralement par la Corée du Nord en 1999.

### 2005 - 2015
À partir de 2005 ces sanctions ont été renforcées, pour réduire ses capacités de financement de son complexe militaire. En juin 2005, l'Executive Order 13382 qui permet au département de la Justice, au département du Trésor et au département d'État d'interdire toute transaction entre les États-Unis et des personnes physiques ou morales participant à des activités de prolifération. Pour la Corée du Nord, il s'agit de la Korea Mining Development Trading Corporation, de la Tanchon Commercial Bank et de la Korea Ryonbong General Corporation.
En septembre 2005, le département du Trésor s’appuie sur la section 311 du Patriot Act pour sanctionner la Banco Delta Asia, banque basée de Macao, qui fournit des services financiers aux personnalités politiques et aux organismes de Corée du Nord. Les États-Unis soupçonnent certaines de ces sociétés d’activités illégales telles que contrefaçon de monnaie, trafic de drogue, fabrication et distribution de fausses cigarettes et de faux produits pharmaceutiques, et blanchiment des recettes associées. Des entités impliquées dans la prolifération des armes de destruction massive, comme la Tanchon Commercial Bank, auraient également ouvert des comptes auprès de la BDA.
En mars 2006, le département du Trésor a désigné deux personnes supplémentaires : la société suisse Kohas et son président, Jakob Steiger. Le département du Trésor soupçonne Kohas de servir d’intermédiaire en Europe pour l’acquisition de technologie par l’armée nord-coréenne, et d’avoir fourni à cette dernière des biens à usage militaire. Près de la moitié des parts de la société seraient en outre détenues par la Korea Ryonbong General Corporation. Plusieurs banques suisses ont fermé des comptes nord-coréens à la suite de ces sanctions et le Japon a réduit la possibilité de transfert d'argent vers la Corée du Nord. Six mois après la désignation de la BDA en vertu de la section 311 du Patriot Act, près de 24 institutions financières dans le monde avaient réduit ou mis fin à leurs transactions avec la Corée du Nord.
En 2006, le Conseil de sécurité vote la résolution 1718, qui condamne les essais nucléaires de la Corée du Nord et met en place des mesures pour réduire sa capacité à mener son programme nucléaire. Une interdiction d'exporter des produits de luxe vers la Corée du Nord est décrétée, les marchandises à destination de la Corée du Nord peuvent être inspectées, plusieurs actifs financiers sont gelés et plusieurs personnalités sont interdites de voyager à l'étranger.
En 2007, une série de pourparlers, permet une réduction des sanctions via la livraison de fioul et via un accord bancaire entre les États-Unis et la Corée du Nord qui permet le déblocage de 25 millions de dollars bloqués depuis 2005 à Macao à la Banco Delta Asia, en échange de la fermeture du site de production de plutonium de Yongbyon et à l'inspection de la part de l'Agence internationale de l'énergie atomique,.
En 2008, les États-Unis enlèvent la Corée du Nord de la liste des États soutenant le terrorisme.
En 2009, le Conseil de sécurité vote la résolution 1874, à la suite du second essai nucléaire de la Corée du Nord. Cette résolution met en place des sanctions contre les organismes impliqués dans le programme nucléaire, met en place un embargo sur les armes contre la Corée du Nord, permet des inspections de marchandises à destination de la Corée du Nord.
En mai 2010, à la suite de l'incident de Baengnyeong, la Corée du Sud interdit l'accès à son territoire à tout navire de la Corée du Nord, supprime l'ensemble de ses échanges économiques avec la Corée du Nord sauf ceux de la zone industrielle de Kaesong et supprime les programmes culturels entre les deux pays.
En janvier 2013, la résolution 2087 du Conseil de sécurité renforce les capacités pour intercepter le matériel utilisé pour le programme d'armement nord-coréen. En mars 2013, la résolution 2094, à la suite du troisième essai nucléaire, met en place des sanctions financières pour restreindre les capacités de financement du régime et réduire les transferts d'argent, étend le nombre de personnalité et d'organismes soumis à un gel de leurs actifs financiers et à une interdiction de voyager et renforce l'interdiction d'exportation de biens de luxe vers la Corée du Nord. En parallèle, les États-Unis mettent en place des sanctions financières contre la Banque de commerce extérieur de la république populaire démocratique de Corée.

### 2016 - 2018: Sanction à la suite des essais nucléaires et balistiques
En février 2016, à la suite du premier essai nucléaire de Bombe H de la Corée du Nord, les États-Unis, mettent en place le North Korea Sanctions and Policy Enhancement Act qui sanctionne les organismes nord-coréens impliqués dans les programmes d'armes de destructions massives, de commerces d'armes, des violations des droits de l'Homme, mais également ceux qui sont impliqués dans le commerce de produits miniers, secteur générateur de devises pour la Corée du Nord, la résolution 2270 représente les plus lourdes sanctions imposés à la Corée du Nord. Le même mois, le Japon interdit les transferts d'argents vers et à partir de la Corée du Nord, sauf ceux à visée humanitaire et d'un montant inférieur à 880 dollars, interdit l'accès à ses ports à tout navires de la Corée du Nord, interdit l'accès au territoire japonais à tous les ressortissants nord-coréens.
En novembre 2016, le Conseil de sécurité, à la suite du cinquième essai nucléaire du régime, via la résolution 2321, impose des restrictions importantes sur les exportations de charbon de la Corée du Nord, destiné en grande partie à la Chine. La résolution impose également un embargo sur l'exportation de cuivre, nickel, argent et zinc de la Corée du Nord. Enfin, la résolution étend la liste de produits de luxe qui ne peuvent être exportés vers la Corée du Nord.
En février 2017, la Chine annonce la suspension en partie de ses importations de charbon en provenance de la Corée du Nord, jusqu'à la fin de l'année 2017.
En juillet 2017, les États-Unis interdisent à leurs ressortissants de voyager en Corée du Nord, pour prévenir notamment tout risque d'emprisonnement, à la suite de la mort de Otto Warmbier, détenu un an en Corée du Nord. La Corée du Nord devient le seul pays du monde à être sujet à cette mesure.
En août 2017, le Conseil de sécurité, via la résolution 2371, vote de nouvelles sanctions commerciales contre la Corée du Nord, en interdisant l'exportation à ce dernier de fer, de minerai de fer, de charbon, de plomb et de produits de la mer. Ces sanctions mettent également de nouvelles restrictions financiers pour les institutions financières nord-coréens et sanctionne également de nouveaux les travailleurs nord-coréens basés à l'étranger.
En septembre 2017, les États-Unis interdisent à tous les navires ou appareils aériens qui ont séjourné en Corée du Nord depuis moins de 180 jours d'entrée sur le sol américain. De plus les États-Unis étendent les sanctions contre les activités industrielles, portuaires, commerciales et bancaires nord-coréennes. En parallèle, l'Union européen une interdiction symbolique d'importation de produits pétroliers en provenance de Corée du Nord, et l'interdiction d'investir en Corée du Nord pour les personnalités et entités européennes, même si ces importations et les investisseurs sont quasi inexistants. Dans le même temps, la banque populaire de Chine ordonne aux banques chinoises de respecter les sanctions financières mises en place par le Conseil de sécurité. La Chine interdit simultanément ses exportations de produits pétroliers vers la Corée du Nord et ses importations de textiles de provenance de ce dernier.
En octobre 2017, les États-Unis étendent leurs sanctions contre plusieurs organismes et personnalités politiques nord-coréennes, pour protester contre leurs abus des droits de l'homme et restreindre les rentrées de devises étrangères du régime.
En décembre 2017, le Conseil de sécurité, via la résolution 2375, vote une nouvelle série de sanctions contre la Corée du Nord, pour montrer son opposition aux essais de missiles balistiques de cette dernière. Ces nouvelles sanctions visent à réduire les importations de pétroles bruts et raffinés par la Corée du Nord et à obliger les ressortissants nord-coréens situés en Chine et en Russie pour travailler de retourner en Corée du Nord. Enfin, la résolution étend le nombre de personnalités touchées par des mesures de gels des actifs financiers et d'interdiction de voyager.
En janvier 2018, les États-Unis étend une nouvelle fois leurs sanctions à d'autres organismes et personnalités, notamment à 2 entreprises chinoises impliqués dans le commerce avec la Corée du Nord. Les importations par la Corée du Nord de matériel sportif sont également interdites.

## Efficacité des sanctions
La question de l’efficacité des sanctions est une interrogation très politique, plusieurs visions s'opposent sur la question.
Le bureau des experts de l'ONU a reconnu en 2015 que cette diplomatie de sanctions était inefficace. Selon ce même Groupe d’experts des Nations unies, en avril 2019, la Corée du Nord avait développé un certain nombre de techniques et un réseau complexe d’organisations pour lui permettre d’échapper aux sanctions. Les techniques comprenaient la falsification de documents et les transferts secrets de cargaisons en mer de navire à navire.
Selon Marzuki Darusman – membre de la Commission d’enquête sur les droits de l’homme en Corée du Nord (2013 à 2014) – « les sanctions tombent à côté de la plaque ».
À l'inverse Sung-Yoon Lee, professeur d’études coréennes à la Fletcher School, et Joshua Stanton préconisent de continuer à renforcer les sanctions et à cibler les vulnérabilités systémiques de Pyongyang, telles que le blocage des « réserves et revenus offshore en devises fortes » du régime avec des sanctions financières, y compris des sanctions secondaires contre ses facilitateurs étrangers,.
Il est de toute façon admis que les sanctions internationales ont un impact négatif sur la population nord-coréenne, notamment sur leur situation alimentaire, qui de fait s'aggrave. En effet, les sanctions ont pour conséquence de retarder les délais d'arrivée de l'aide humanitaire et alimentaire. Les organisations non-gouvernementales sont ainsi gênées dans leur mission d'apporter dans les temps cette aide à ceux qui en ont besoin. En outre, les sanctions touchent également entre autres le secteur médical et agricole, ainsi que l'économie du pays,,,,.